# Duiventoren (Asper)

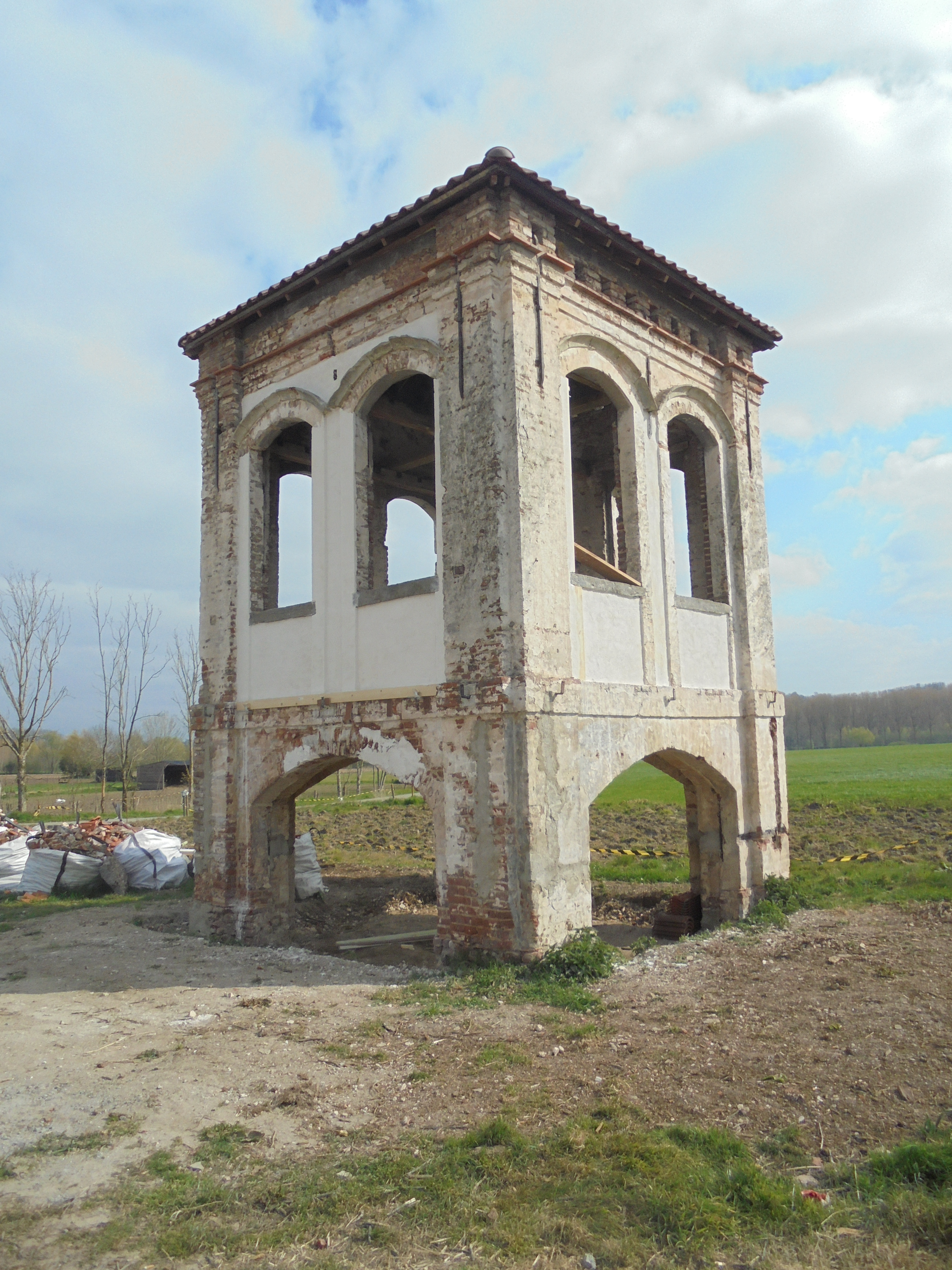
Duiventoren na restauratie

De Duiventoren is een merkwaardig bouwwerk in de tot de Oost-Vlaamse gemeente Gavere behorende plaats Asper, gelegen aan Landdijk 19.
Hier was een boerderij die mogelijk het neerhof was van het hier ooit aanwezige Kasteel Ten Hove. In de 18e eeuw was er sprake van een huis van plaisance met remisen, stallingen, duyvekeete (buitenhuis met koetshuizen, stallen en een duiventoren).
De duiventoren stamt uit de 18e eeuw. Het is een vierkant torengebouw, gedekt door een tentdak. De boerderij werd kort voor 2020 gesloopt en de grond verkaveld voor woningbouw. De duiventoren, toen in verwaarloosde toestand, werd in 2020 gerestaureerd.